# Sunday 8PM / Saturday 3AM
Uzasadnienie:  jest to tylko wznowienie pierwotnego albumu, a nie nowy album 
Sunday 8PM / Saturday 3AM – jest nowym wydaniem albumu Sunday 8PM zespołu Faithless. Wydanie zawiera dodatkową płytę, na której umieszczono remiksy utworów z albumu Sunday 8PM.

## Lista utworów

### Sunday 8PM
1. „The Garden” – 4:27
2. „Bring My Family Back” (feat. Rachael Brown) – 6:22
3. „Hour of Need” (feat. Rachael Brown) – 4:36
4. „Postcards” (feat. Dido) – 4:01
5. „Take the Long Way Home” – 7:13
6. „Why Go?” (feat. Boy George) – 3:57
7. „She's My Baby” (feat. Rachael Brown & Pauline Taylor) – 5:48
8. „God Is a DJ” – 8:01
9. „Hem of His Garment” (feat. Dido & Pauline Taylor) – 4:07
10. „Sunday 8PM” – 2:42
11. „Killer's Lullaby” – 6:10

### Saturday 3AM
1. „The Garden (End of Summer Intro by Venom & Hempolics)” – 1:30
2. „Killer's Lullaby (Nightmares on Wax Mix)” – 5:24
3. „Take The Long Way Home (End of the Road Mix by Jan Driver & The Timewriter)” – 6:32
4. „Bring My Family Back (Paul van Dyk Mix)” (feat. Rachael Brown) – 7:17
5. „Sunday 8PM (A Time For Lovin' Mix) (by Rollo & Sister Bliss)” – 4:08
6. „Hour Of Need (Skinny Mix by Matt Benbrook)” (feat. Rachael Brown) – 3:47
7. „Postcards (Rewritten Mix by Rollo & Sister Bliss)” (feat. Dido) – 3:32
8. „God Is A DJ (Yes He Is) (by Jason Howes, Rollo & Sister Bliss)” – 8:38
9. „Thank You” – 9:28
10. „Why Go? (Radio Mix by Rollo & Sister Bliss)” (feat. Boy George) – 3:49